# Емолінек
Емолінек (пол. Emolinek) — село в Польщі, у гміні Закрочим Новодворського повіту Мазовецького воєводства.
Населення — 88 осіб (2011).
У 1975-1998 роках село належало до Варшавського воєводства.

## Демографія
Демографічна структура станом на 31 березня 2011 року:
|          | Загалом | Допрацездатний вік | Працездатний вік | Постпрацездатний вік |
| -------- | ------- | ------------------ | ---------------- | -------------------- |
| Чоловіки | 40      | 9                  | 29               | 2                    |
| Жінки    | 48      | 13                 | 26               | 9                    |
| Разом    | 88      | 22                 | 55               | 11                   |